# Montemor-o-Novo
Montemor-o-Novo é uma cidade portuguesa do Distrito de Évora, fazendo parte da sub-região Alentejo Central (NUT III) e da Região do Alentejo (NUT II). É uma cidade do distrito, com 8.356 habitantes (em 2021).
É sede do Município de Montemor-o-Novo, tendo uma área total de 1.232,97 km2 , 15.804 habitantes em 2021, subdividido em 7 freguesias. O município é limitado a norte pelo município de Coruche, a leste por Arraiolos e por Évora, a sul por Viana do Alentejo e por Alcácer do Sal e a oeste por Vendas Novas e Montijo.
Cidade onde nasceu o Santo João de Deus, Padroeiro dos Hospitais, dos Doentes e dos Enfermeiros. A sua Memória Litúrgica é celebrada a 8 de Março.

## Freguesias

Freguesias do município de Montemor-o-Novo.

O município de Montemor-o-Novo está dividido em 7 freguesias:
- Cabrela
- Ciborro
- Cortiçadas de Lavre e Lavre
- Foros de Vale de Figueira
- Nossa Senhora da Vila, Nossa Senhora do Bispo e Silveiras (Montemor-o-Novo)
- Santiago do Escoural
- São Cristóvão

## Geografia
O município de Montemor-o-Novo localiza-se no Alentejo Central sendo contíguo a três outras regiões NUTS III. A norte, a Lezíria do Tejo (município de Coruche), a noroeste, a Península de Setúbal (município de Montijo) e a sul e sudoeste, o Alentejo Litoral (município de Alcácer-do-Sal).
O município tem uma altitude média de 291 m acima do nível do mar.
A cidade de Montemor-o-Novo foi edificada entre três montes: (o maior) o do Castelo de Montemor-o-Novo, o da igreja da Nossa Senhora da Visitação e o da igreja da Nossa Senhora da Conceição.

## Clima
A região por onde se estende o município é caracterizada por um clima marcadamente mediterrânico.
Pertence ao Distrito de Évora, distrito mais quente de Portugal no Verão, sendo os verões na região quentes e secos, por vezes com temperaturas superiores a 40 ºC. Enquanto que no Inverno a temperatura pode descer abaixo dos 0 ºC.
A temperatura média anual é de 15,4 ºC, registando-se a média máxima em Julho - 32 ºC - e a média mínima em Janeiro - 3,1 ºC.

## Economia
Na economia a produção de carne é o seu principal factor sendo o município do país que mais produz.[carece de fontes?]

## Património
- Anta de Nossa Senhora do Livramento
- Castelo de Montemor-o-Novo
- Cineteatro Curvo Semedo
- Convento de São Francisco
- Convento de Nossa Senhora da Saudação
- Gruta do Escoural
- Igreja Paroquial de São Brissos
- Praça de Touros de Montemor-o-Novo

## Equipamentos
Nos últimos anos foram feitos grandes investimentos desportivos, novas piscinas descobertas (com cerca de 50 mil visitantes ano) e cobertas, novo gimno-desportivo, 4 courts de ténis (um coberto), bancada no Estádio 1.º de Maio e construção de um novo estádio municipal (sintético) com pista de atletismo em tartan de 8 corredores.

## Transportes
Montemor-o-Novo possui ligações a Évora pela A6, da qual dista cerca de 15-20 minutos; e a Vendas Novas pela estrada nacional e pela A6, da última distando menos de 10 minutos por autoestrada. De Lisboa, dista sensivelmente 60 minutos - quer pela A6 (e ligação pela Ponte 25 de Abril), quer utilizando A6 até Vendas Novas e a N4 subsequentemente, via Ponte Vasco da Gama. A portagem da A6 e da A2 custa, no total e em cada sentido, 6.85€.
Possui através da Rede Expressos ligações diárias a todo o pais. como exemplo, as 14 ligações para Lisboa, a primeira ás 6.30, sendo possível estar em Lisboa diariamente ás 7:45 da manhã, com  o ultimo horário de regresso ás 22:30, possui também pelo menos 10 ligações diárias a Évora. É juntamente com Évora, a cidade do Alentejo com melhores acessos à capital do pais através de autocarro.    
A Rodoviária do Alentejo possui várias ligações diárias para Évora, Setúbal e Vendas Novas, além de ligações semanais para as freguesias do município.
Possui também um Terminal Rodoviário localizado no centro da cidade, aberto todos os dias do ano, sendo possível adquirir bilhetes para os autocarros da Rede Expressos.
No que diz respeito a transportes ferroviários, a única gare ferroviária que possui, Casa Branca, situa-se a 10 km da sede de município - apesar de ter ligações rodoviárias entre a estação ferroviária e o centro, fornecidas pela Rodoviária do Alentejo, estas não sincronizam com nenhum dos 5 horários diários oferecidos na linha, em cada sentido. Também não existem quaisquer sincronizações com a estação ferroviária de Vendas Novas.

## Evolução da população do município
De acordo com os dados do INE o distrito de Évora registou em 2021 um decréscimo populacional na ordem dos 8.5% relativamente aos resultados do censo de 2011. No concelho de Montemor-o-Novo esse decréscimo rondou os 9.4%. 
| Número de habitantes ★ | Número de habitantes ★ | Número de habitantes ★ | Número de habitantes ★ | Número de habitantes ★ | Número de habitantes ★ | Número de habitantes ★ | Número de habitantes ★ | Número de habitantes ★ | Número de habitantes ★ | Número de habitantes ★ | Número de habitantes ★ | Número de habitantes ★ | Número de habitantes ★ | Número de habitantes ★ | Número de habitantes ★ |
| ---------------------- | ---------------------- | ---------------------- | ---------------------- | ---------------------- | ---------------------- | ---------------------- | ---------------------- | ---------------------- | ---------------------- | ---------------------- | ---------------------- | ---------------------- | ---------------------- | ---------------------- | ---------------------- |
| 1864                   | 1878                   | 1890                   | 1900                   | 1911                   | 1920                   | 1930                   | 1940                   | 1950                   | 1960                   | 1970                   | 1981                   | 1991                   | 2001                   | 2011                   | 2021                   |
| 12 244                 | 12 991                 | 15 335                 | 16 601                 | 22 162                 | 24 376                 | 29 005                 | 35 479                 | 38 960                 | 37 328                 | 18 091                 | 20 210                 | 18 632                 | 18 578                 | 17 437                 | 15 799                 |

★ Número de habitantes "residentes", ou seja, que tinham a residência oficial neste município à data em que os censos  se realizaram.
| Número de habitantes por Grupo Etário ★★ | Número de habitantes por Grupo Etário ★★ | Número de habitantes por Grupo Etário ★★ | Número de habitantes por Grupo Etário ★★ | Número de habitantes por Grupo Etário ★★ | Número de habitantes por Grupo Etário ★★ | Número de habitantes por Grupo Etário ★★ | Número de habitantes por Grupo Etário ★★ | Número de habitantes por Grupo Etário ★★ | Número de habitantes por Grupo Etário ★★ | Número de habitantes por Grupo Etário ★★ | Número de habitantes por Grupo Etário ★★ | Número de habitantes por Grupo Etário ★★ | Número de habitantes por Grupo Etário ★★ |
| ---------------------------------------- | ---------------------------------------- | ---------------------------------------- | ---------------------------------------- | ---------------------------------------- | ---------------------------------------- | ---------------------------------------- | ---------------------------------------- | ---------------------------------------- | ---------------------------------------- | ---------------------------------------- | ---------------------------------------- | ---------------------------------------- | ---------------------------------------- |
|                                          | 1900                                     | 1911                                     | 1920                                     | 1930                                     | 1940                                     | 1950                                     | 1960                                     | 1970                                     | 1981                                     | 1991                                     | 2001                                     | 2011                                     | 2021                                     |
| 0-14 Anos                                | 5 747                                    | 8 197                                    | 8 717                                    | 10 411                                   | 12 522                                   | 11 626                                   | 9 226                                    | 3 760                                    | 4 001                                    | 3 155                                    | 2 334                                    | 2 095                                    | 1 818                                    |
| 15-24 Anos                               | 3 270                                    | 4 115                                    | 5 025                                    | 6 078                                    | 6 486                                    | 8 714                                    | 7 114                                    | 2 950                                    | 2 646                                    | 2 302                                    | 2 370                                    | 1 571                                    | 1 411                                    |
| 25-64 Anos                               | 7 148                                    | 9 274                                    | 9 504                                    | 11 573                                   | 14 370                                   | 16 367                                   | 18 350                                   | 9 785                                    | 10 431                                   | 9 476                                    | 9 119                                    | 8 768                                    | 7 791                                    |
| = ou > 65 Anos                           | 653                                      | 818                                      | 999                                      | 1 221                                    | 1 565                                    | 2 086                                    | 2 638                                    | 1 870                                    | 3 132                                    | 3 699                                    | 4 755                                    | 5 003                                    | 4 779                                    |

★★ De 1900 a 1950 os dados referem-se à população "de facto", ou seja, que estava presente no município à data em que os censos se realizaram. Daí que se registem algumas diferenças relativamente à designada população residente
O decréscimo verificado nos dados de 1970 resulta, em parte, da criação do município de Vendas Novas.

## Política

### Eleições autárquicas[8]
| Data | %            | V            | %     | V     | %       | V       | %              | V       | %              | V      | %              | V   | %              | V       | %              | V  | Participação |                |
| Data | FEPU/APU/CDU | FEPU/APU/CDU | PS    | PS    | PPD/PSD | PPD/PSD | AD             | AD      | CDS-PP         | CDS-PP | IND            | IND | PSD-CDS        | PSD-CDS | CH             | CH | Participação |                |
| ---- | ------------ | ------------ | ----- | ----- | ------- | ------- | -------------- | ------- | -------------- | ------ | -------------- | --- | -------------- | ------- | -------------- | -- | ------------ | -------------- |
| Data | 1976         | 61,80        | 5     | 26,86 | 2       | 8,01    | -              |         |                |        |                |     |                |         |                |    |              | 81,93 / 100,00 |
| 1979 | 63,89        | 5            | 14,26 | 1     | AD      | AD      | 20,34          | 1       | AD             | AD     | 87,88 / 100,00 |     |                |         |                |    |              |                |
| 1982 | 62,79        | 5            | 18,76 | 1     | 15,62   | 1       |                |         |                |        | 82,38 / 100,00 |     |                |         |                |    |              |                |
| 1985 | 65,46        | 5            | 16,27 | 1     | 15,70   | 1       | 75,02 / 100,00 |         |                |        |                |     |                |         |                |    |              |                |
| 1989 | 61,05        | 5            | 19,54 | 1     | 15,92   | 1       | 67,90 / 100,00 |         |                |        |                |     |                |         |                |    |              |                |
| 1993 | 53,84        | 5            | 21,31 | 1     | 19,05   | 1       | 3,32           | -       | 68,94 / 100,00 |        |                |     |                |         |                |    |              |                |
| 1997 | 52,63        | 4            | 26,34 | 2     | 15,06   | 1       | 1,97           | -       | 61,60 / 100,00 |        |                |     |                |         |                |    |              |                |
| 2001 | 50,77        | 4            |       |       | 9,36    | -       |                |         | 36,16          | 3      | 64,95 / 100,00 |     |                |         |                |    |              |                |
| 2005 | 53,64        | 4            | 28,45 | 2     | CDS-PP  | CDS-PP  | PPD/PSD        | PPD/PSD |                |        | 13,99          | 1   | 63,05 / 100,00 |         |                |    |              |                |
| 2009 | 55,03        | 4            | 28,31 | 2     | 13,35   | 1       |                |         |                |        | 61,80 / 100,00 |     |                |         |                |    |              |                |
| 2013 | 52,50        | 4            | 31,96 | 3     | 6,48    | -       | 4,44           | -       | 59,87 / 100,00 |        |                |     |                |         |                |    |              |                |
| 2017 | 43,62        | 4            | 37,76 | 3     | 4,80    | -       | 9,51           | -       | 60,96 / 100,00 |        |                |     |                |         |                |    |              |                |
| 2021 | 34,10        | 3            | 40,15 | 3     | CDS-PP  | CDS-PP  | PPD/PSD        | PPD/PSD | 1,55           | -      | 18,16          | 1   | 2,72           | -       | 61,47 / 100,00 |    |              |                |

### Eleições legislativas
| Data | %     | %     | %     | %    | %     | %        | %     | %     | %    | %     | %    | %   | %       | % | %  | %  |
| Data | PCP   | PS    | PSD   | CDS  | UDP   | APU/ CDU | AD    | FRS   | PRD  | PSN   | BE   | PAN | PSD CDS | L | CH | IL |
| ---- | ----- | ----- | ----- | ---- | ----- | -------- | ----- | ----- | ---- | ----- | ---- | --- | ------- | - | -- | -- |
| 1976 | 57,43 | 23,76 | 6,98  | 4,70 | 2,22  |          |       |       |      |       |      |     |         |   |    |    |
| 1979 | APU   | 13,64 | AD    | AD   | 1,34  | 59,84    | 20,96 |       |      |       |      |     |         |   |    |    |
| 1980 | APU   | FRS   | AD    | AD   | 0,73  | 57,49    | 23,68 | 13,64 |      |       |      |     |         |   |    |    |
| 1983 | APU   | 17,95 | 16,41 | 2,78 | 0,70  | 58,38    |       |       |      |       |      |     |         |   |    |    |
| 1985 | APU   | 13,47 | 14,85 | 2,05 | 0,87  | 55,27    | 9,43  |       |      |       |      |     |         |   |    |    |
| 1987 | CDU   | 13,96 | 23,38 | 1,47 | 0,50  | 50,85    | 5,35  |       |      |       |      |     |         |   |    |    |
| 1991 | CDU   | 21,54 | 27,22 | 2,08 |       | 40,79    | 0,69  | 1,01  |      |       |      |     |         |   |    |    |
| 1995 | CDU   | 34,05 | 17,27 | 3,56 | 0,70  | 40,75    |       |       |      |       |      |     |         |   |    |    |
| 1999 | CDU   | 37,53 | 15,10 | 3,85 |       | 37,93    | 0,23  | 1,10  |      |       |      |     |         |   |    |    |
| 2002 | CDU   | 36,21 | 20,43 | 2,99 | 34,91 |          | 1,56  |       |      |       |      |     |         |   |    |    |
| 2005 | CDU   | 42,89 | 13,05 | 3,40 | 32,46 | 3,94     |       |       |      |       |      |     |         |   |    |    |
| 2009 | CDU   | 31,96 | 15,40 | 4,53 | 33,76 | 8,56     |       |       |      |       |      |     |         |   |    |    |
| 2011 | CDU   | 26,21 | 21,15 | 7,33 | 33,27 | 3,96     | 0,66  |       |      |       |      |     |         |   |    |    |
| 2015 | CDU   | 30,71 | CDS   | PSD  | 33,86 | 7,16     | 0,67  | 19,97 | 0,53 |       |      |     |         |   |    |    |
| 2019 | CDU   | 35,60 | 14,59 | 4,19 | 27,67 | 7,03     | 1,44  |       | 0,82 | 1,19  | 0,70 |     |         |   |    |    |
| 2022 | CDU   | 43,23 | 18,00 | 2,07 | 21,14 | 2,80     | 0,69  | 0,79  | 6,14 | 2,45  |      |     |         |   |    |    |
| 2024 | CDU   | 32,85 | AD    | AD   | 18,60 | 20,54    | 3,86  | 0,94  | 2,13 | 14,89 | 2,41 |     |         |   |    |    |